# Czasopismo Techniczne
Czasopismo Techniczne (букв. «Технічний часопис») — один із найвідоміших журналів загальнотехнічного профілю в Австро-Угорщині, друкований орган Політехнічного товариства у Львові. Видавався у Львові польською мовою. Публікував матеріали засідань технічних товариств, статути, повідомлення зі з'їздів інженерів і архітекторів, оголошення про архітектурні конкурси та їх підсумки, інші матеріали з архітектури, зокрема креслення.
Перший номер вийшов у серпні 1877 року під редакцією інженера Людвіка Радванського. Серед членів редколегії був зокрема професор Політехнічної школи Юліан Захаревич. Видавався безперервно до 1939 року, початково під назвою «Dźwignia» (букв. «Важіль»). Кілька номерів вийшло навіть під час російської окупації у 1914–1915 роках. Виходив щомісяця, мав загальну нумерацію сторінок у межах року. Від 1888 року кількість номерів зросла до 24 на рік, а у 1913 — 36. 1879 року встановлено авторські гонорари, котрі поступово зростали разом зі збільшенням кількості членів Політехнічного товариства і надходжень від членських внесків. Того ж року із Кракова надійшла пропозиція видавати журнал спільно із краківським Технічним товариством. Пропозицію прийнято лише у 1882. Редакцію залишено у Львові, а від краківського часопису запозичено назву «Czasopismo Techniczne». 1890 року рішення про об'єднання анульовано. Приводом послужив конфлікт через публікацію про конкурс на будівлю Промислового музею у Львові. Протягом 1890–1899 років виходило два журнали під однаковою назвою «Czasopismo Techniczne» у Львові і Кракові. 1900 року краківський журнал остаточно оформився як такий, що має архітектурно-мистецьке спрямування, одночасно змінивши назву на «Architekt». У свою чергу львівський майже не висвітлював питань архітектури після I світової війни. У цей період товариство мало підкреслено толерантний характер у національному та політичному питаннях. Членами товариства і авторами матеріалів були мешканці Галичини, Королівства Польського, багатьох європейських країн та США.
Колекція журналів «Czasopismo Techniczne» зберігається у відділі мистецтв Наукової бібліотеки ім. Стефаника і у відділі рідкісної книги бібліотеки НУ «Львівська політехніка».